# فرانسوا دارلان

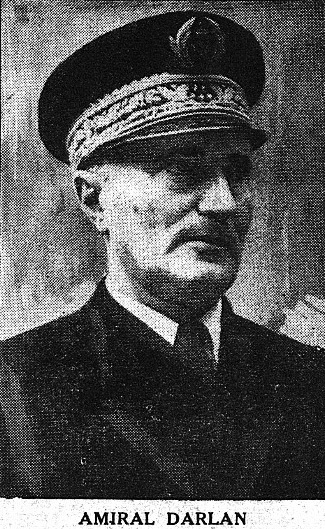
آدمیرال دارلان در ۱۹۴۱

ژان لوئی گزاویه فرانسوا دارلان (به فرانسوی: Jean Louis Xavier François Darlan) (زادهٔ ۷ اوت ۱۸۸۱ – مرگ ۲۴ دسامبر ۱۹۴۲) دریابد و چهرهٔ سیاسی فرانسوی بود. او فرمانده ارشد نیروی دریایی فرانسه در آستانهٔ جنگ جهانی دوم بود.
پس از متارکهٔ جنگ میان آلمان نازی و فرانسه، دارلان به خدمت دولت فرانسه ویشی پرداخت و در دولت فیلیپ پتن وزیر نیروی دریایی گردید. در فوریه ۱۹۴۱ او معاون پتن و همزمان وزیر امور خارجه، وزیر کشور و وزیر دفاع ملی شد. در این زمان او را جانشین پتن می‌انگاشتند. در ۱۹۴۲ میلادی که متفقین طی عملیات مشعل در شمال آفریقا نیرو پیاده کردند، دارلان ارشدترین افسر فرانسوی در منطقه بود. میان متفقین و دارلان تفاهمی شکل گرفت که در صورت پیوستن دارلان به ایشان، متفقین هم دارلان را به عنوان فرمانده کل نیروهای فرانسوی در شمال غربی آفریقا بپذیرند؛ ولی دو ماه پس از این تفاهم دارلان به دست جوانی به نام فرنان بونیه دو لا شاپل ترور شد.